# Oecophylla
Las hormigas tejedoras u hormigas verdes (género Oecophylla) son insectos eusociales de la familia Formicidae (orden Hymenoptera). Las hormigas tejedoras son arborícolas y conocidas por su singular sistema de construcción de colonias, mediante el cual las obreras construyen los hormigueros entretejiendo hojas utilizando la seda de sus propias larvas. Las colonias pueden alcanzar un gran tamaño, formadas por más de cien nidos que atraviesan numerosos árboles y contienen a más de medio millón de obreras. Como muchas otras especies de hormigas, las hormigas tejedoras se alimentan de pequeños insectos y complementan su dieta con las secreciones ricas en hidratos de carbono secretada por pequeños insectos (Hemiptera). Las obreras Oecophylla exponen una marcada distribución bimodal de tamaño, con grandes diferencias entre el tamaño de las obreras menores y mayores. Los trabajadores más grandes tienen aproximadamente de ocho a diez milímetros de longitud y las pequeñas aproximadamente la mitad de la longitud de las grandes. Existe una división del trabajo asociada a la diferencia de tamaño entre obreras. Las de mayor tamaño recolectan, defienden, mantienen y amplían la colonia mientras que las obreras menores tienden a quedarse dentro de los nidos donde cuidan las larvas y «ordeñan» los cocoideos en o cerca de las colonias. Las hormigas del género Oecophylla varían en su coloración desde el rojizo al marrón amarillento, dependiendo de la especie. Oecophylla smaragdina, que se puede encontrar en Australia, a menudo tienen el gáster (el abdomen menos los segmentos abdominales del peciolo) de color verde brillante. Estas hormigas son muy territoriales y las obreras defienden agresivamente sus territorios de los intrusos. A causa de su comportamiento agresivo, las hormigas tejedoras se utilizan a veces por agricultores indígenas, en particular en el Sureste Asiático, como agentes de control biológico natural contra plagas agrícolas. Aunque las hormigas tejedoras carecen de un aguijón funcional, pueden infligir mordeduras dolorosas y a menudo rociar ácido fórmico directamente en la herida, lo que causa un dolor intenso.

## Taxonomía

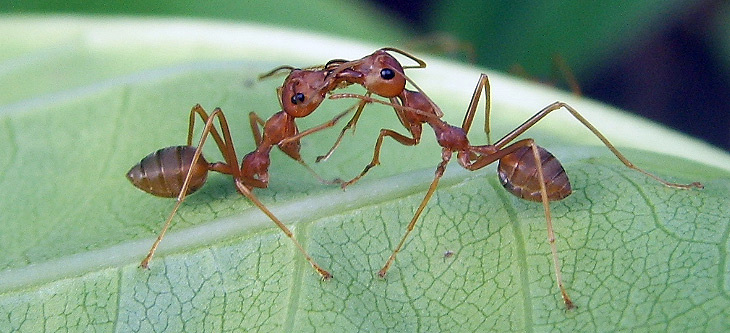
Intercambio de líquidos alimenticios (trofalaxis) en O. smaragdina.

Las hormigas tejedoras pertenecen al género de hormigas Oecophylla (subfamilia Formicinae) que contiene dos especies vivas estrechamente relacionadas: O. longinoda que se puede encontrar en el África subsahariana y O. smaragdina encontrada en el sur de la India, Asia sudoriental y Australia. Están situados provisionalmente en una tribu propia, Oecophyllini. El género Oecophylla es relativamente antiguo, y se han encontrado 15 especies fósiles en yacimientos del Eoceno al Mioceno. Polyrhachis y Dendromyrmex son otros dos géneros de hormigas tejedoras que también usan la seda larval en la construcción de nidos, pero la construcción y arquitectura de sus hormigueros son más simples que los de Oecophylla. En Australia, Oecophylla smaragdina se encuentra en las áreas costeras tropicales como el extremo sur de Rockhampton y a lo largo de la zona tropical costera del Territorio del Norte hasta Broome, en Australia Occidental.
Los rasgos comunes del género incluyen un primer segmento funicular alargado, la presencia de lóbulos propodeales, cuello en mitad del segmento abdominal 3 y gáster flexionable sobre el mesosoma. Los machos tienen garras pretarsales vestiagiales.

## Desarrollo de la colonia y organización social

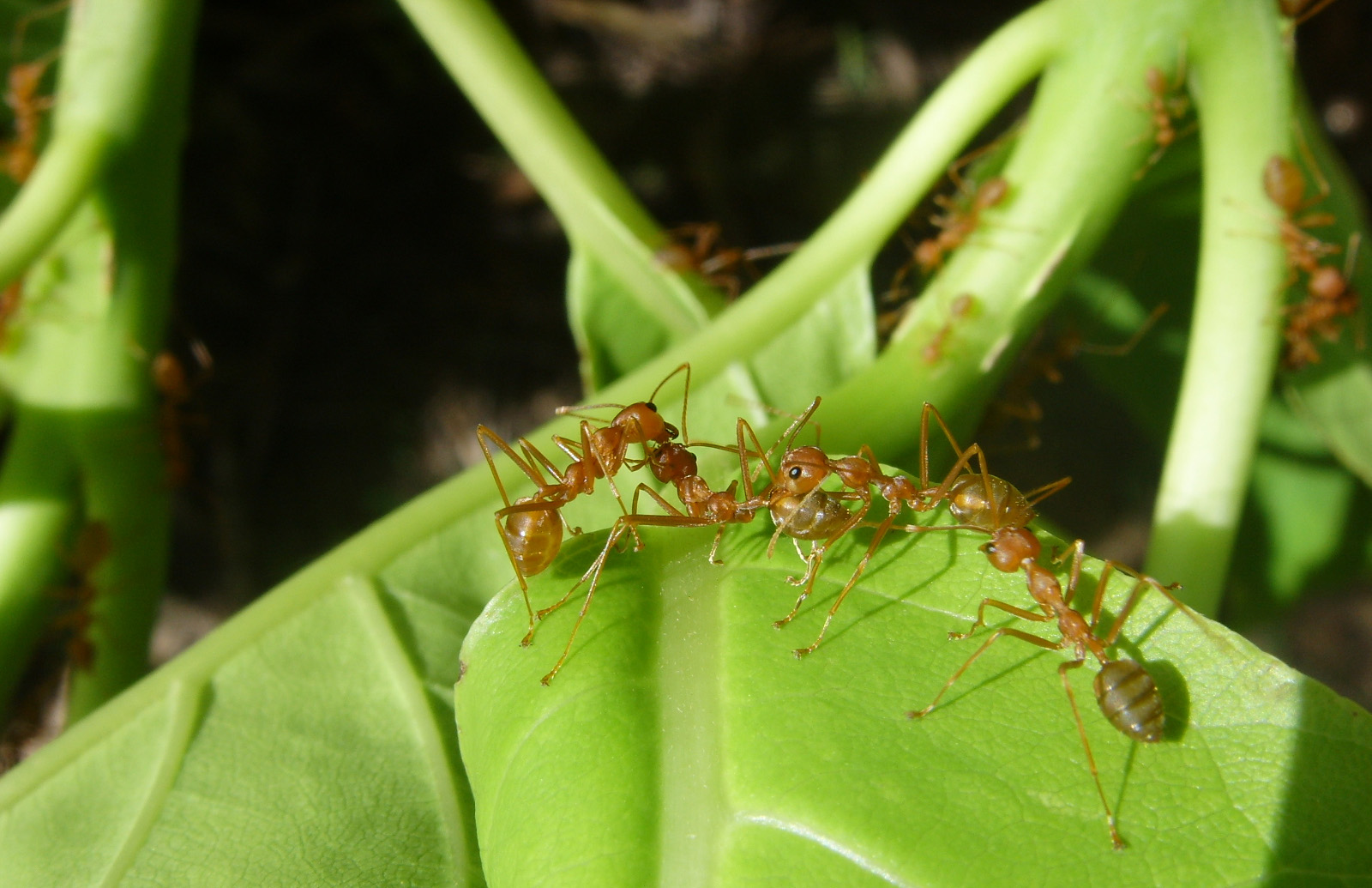
Obreras O. smaragdina inspeccionando y limpiando a otras obreras (acicalado social) en su retorno a la colonia.

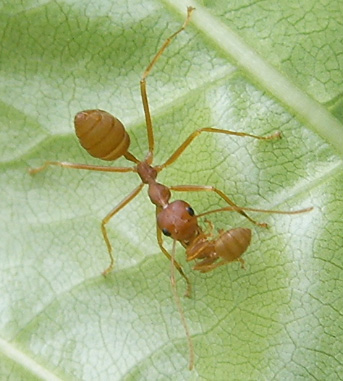
Obrera de mayor tamaño de O. smaragdina transportando a una pequeña.

Las colonias de hormigas tejedoras son fundadas por una o varias hembras fértiles que se han apareado (reinas). Una reina realiza su primera puesta de huevos en una hoja y protege y alimenta a las larvas hasta que se desarrollan en obreras maduras. En ese momento las obreras construyen hormigueros de hojas y ayudan a criar la nueva nidada puesta por la reina. Como el número de obreras aumenta, se construyen más hormigueros y la productividad de la colonia aumenta considerablemente. Las obreras realizan tareas que son esenciales para la supervivencia de colonia, como la recolección, construcción de nidos y defensa de la colonia. Como las tareas realizadas por trabajadores son espacial y temporalmente aisladas, la integración y la coordinación de actividades de las obreras son importantes en la organización de colonia. La creación de una colonia social compleja y organizada es el resultado de múltiples interacciones no aleatorias entre individuos que siguen reglas de comportamiento simples. El intercambio de información y la modulación del comportamiento de las obreras que ocurren durante interacciones obrera-obrera son facilitados por el uso de señales de comunicación químicas y táctiles. Estas señales se utilizan principalmente en contextos como la defensa de la colonia y la recolección. Las recolectoras que hay tenido éxito en su búsqueda dejan rastros de feromonas que ayudan a otras obreras a localizar las nuevas fuentes de alimento. Los rastros de feromona se utilizan también por parte de las patrulleras para reclutar a obreras contra intrusos en sus territorios. Junto con las señales químicas, las obreras también usan señales de comunicación táctiles, como tocarse las antenas y el cuerpo para estimular la actividad en los receptores de señales. La comunicación multimodal en el género Oecophylla contribuye de forma significativa a la autoorganización de la colonia. Como muchas otras especies de hormiga, las obreras de Oecophylla muestran un comportamiento social de transporte como parte del proceso de la recolección, y una obrera llevará a otra en sus mandíbulas y la transportará a un lugar donde se requiera atención.

## Construcción de colonias

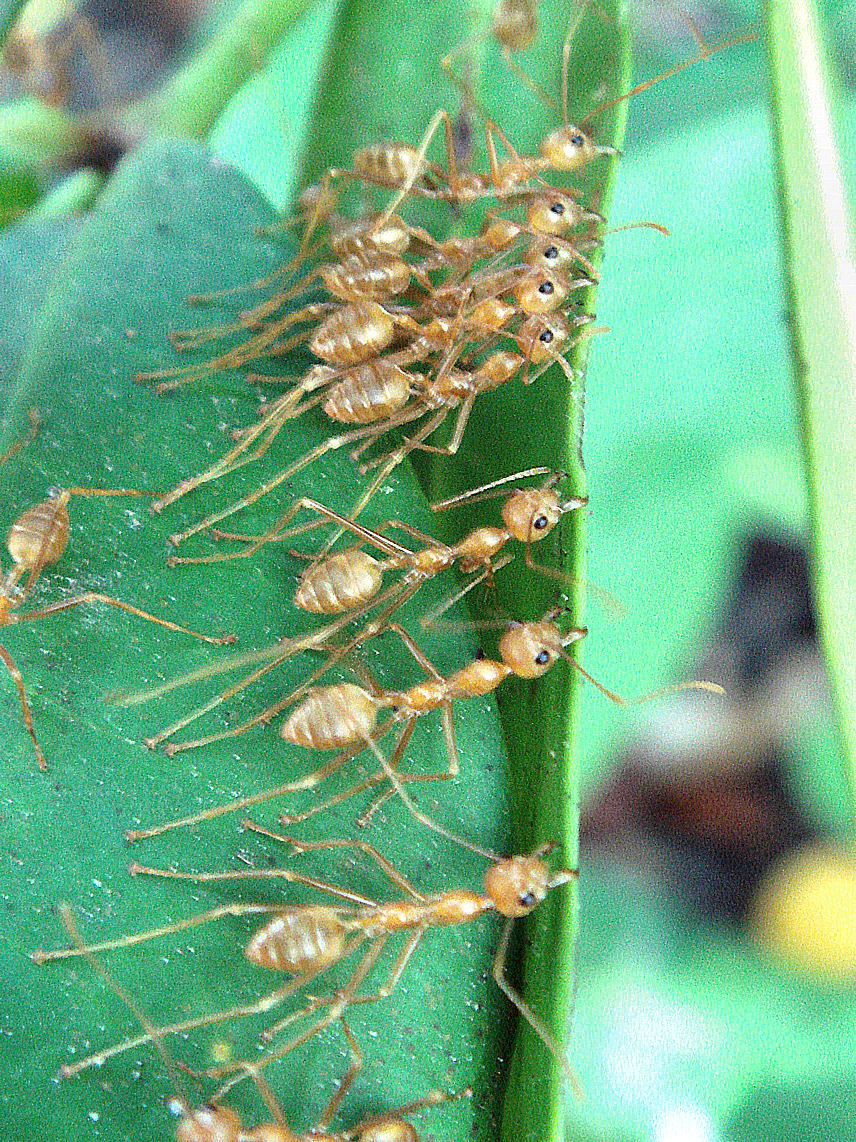
Hormigas tejedoras colaborando para unir las hojas durante la construcción de un nido.

Las hormigas del género Oecophylla son conocidas por el notable comportamiento cooperativo que utilizan en la construcción de sus colonias. Posiblemente la primera descripción del comportamiento de construcción de los nidos de las hormigas tejedoras fue realizada por el naturalista inglés Joseph Banks, que participó en el viaje del capitán James Cook a Australia en 1768. Un extracto del diario de Banks (citado en Hölldobler y Wilson 1990) se incluye a continuación:

Las hormigas... verde como una hoja, y viviendo en los árboles, donde construyen un nido, de un tamaño entre la cabeza de un hombre y su puño, doblando juntas las hojas, y pegándolas con sustancias blanquecinas que las mantienen unidas con firmeza. Como hacen esto es de lo más curioso: doblan cuatro hojas más amplias que la mano de un hombre, y las colocan en la dirección que han elegido. Esto requiere de una fuerza mucho mayor de la que estos animales parecen ser capaces de desarrollar; se emplean realmente muchos miles en este trabajo conjunto. He visto hasta como se apoyaban una en otra, dominando una hoja, cada una tirando con toda su fuerza, mientras otras se encargaban de sujetar el pegamento. Como se habían inclinado hacia atrás yo no tenía la oportunidad de ver, pero se mantuvo sujeto por la fuerza principal, yo hice una prueba interrumpiendo a un grupo, con lo que una hoja se separó del resto, devolviéndola a su posición natural, y tuve la oportunidad de probar con mi dedo la fuerza que tuvieron que utilizar estos pequeños animales.

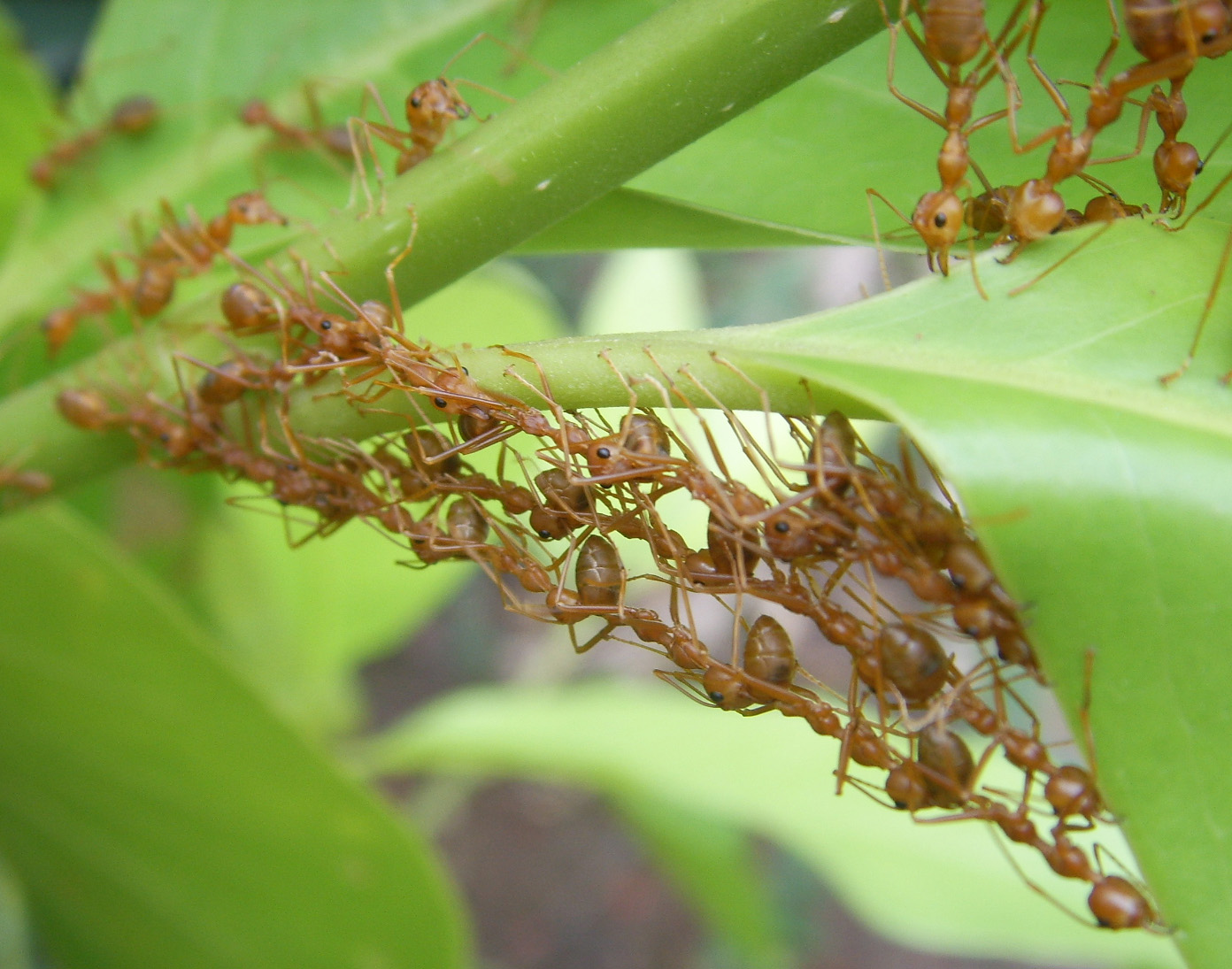
Obreras mayores de O. smaragdina construyendo un nido en Tailandia.

La capacidad de las hormigas tejedoras de construir espaciosas colonias de hojas ha contribuido sin duda a su éxito ecológico. La primera fase en la construcción del nido implica progresivamente a obreras que inspeccionan el potencial nido de hojas tirando de los bordes con sus mandíbulas. Cuando unas hormigas han doblado con éxito una hoja o colocado su borde hacia el otro, otras obreras cercanas se unen al esfuerzo. La probabilidad de que una obrera se una al esfuerzo conjunto depende del tamaño del grupo, y las obreras muestran una probabilidad más alta de unirse cuando el tamaño de grupo es grande. Cuando la distancia entre dos hojas está más allá del alcance de una hormiga sola, las obreras forman cadenas con sus cuerpos agarrándose una a otra por el peciolo (cintura). Intrincadas cadenas múltiples trabajando en conjunto a menudo acostumbran a unir grandes hojas durante la construcción de una colonia. Una vez que juntan los bordes de las hojas, otras obreras traen a larvas de nidos ya construidos usando sus mandíbulas. Estas obreras sostienen y manipulan a las larvas de tal modo que hacen que secreten la seda. Estas sólo pueden producir una determinada cantidad de seda, por lo que la larva tendrá que crisalizar sin capullo. Entonces las obreras maniobran entre las hojas de forma coordinada para unirlas unas a otras. Las colonias de las hormigas tejedoras son generalmente de forma elíptica y varían en tamaño desde una sola hoja pequeña doblada y atada a sí misma, hasta grandes colonias formadas por muchas hojas y que miden más de medio metro de longitud. El tiempo requerido construir una colonia varía según el tipo de hoja y su eventual tamaño, pero a menudo un hormiguero grande puede ser incorporado en bastante menos de 24 horas. Aunque las colonias de las hormigas tejedoras son fuertes e impermeables al agua, las trabajadoras de grandes colonias construyen continuamente nuevos nidos para sustituir los viejos o los dañados por las tormentas.

## Interacción positiva y negativa con las plantas

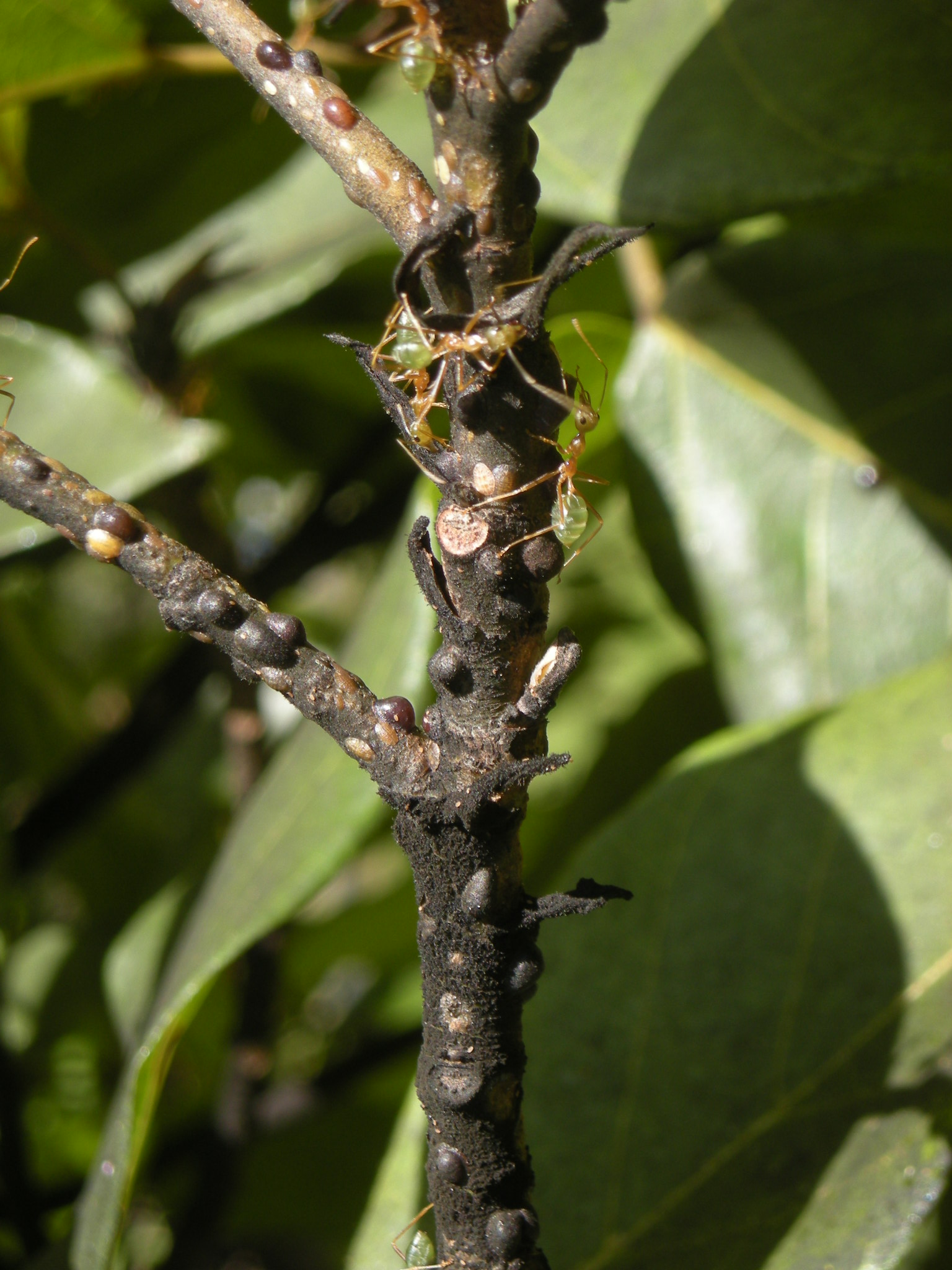
O. smaragdina cuidando cocoideos.

Las grandes colonias de Oecophylla consumen cantidades significativas de alimento, y las obreras matan continuamente una gran variedad de artrópodos (principalmente insectos) cerca de sus hormigueros. Los insectos no son consumidos solo por las obreras, sino que esta fuente de proteínas es necesaria para el desarrollo de las crías. Como las obreras de las hormigas tejedoras cazan y matan a insectos que son parásitos potencialmente dañinos para la planta, los árboles que las albergan gozan de esta ventaja. Estas hormigas se han utilizado tradicionalmente como control biológico en huertos de cítricos en China y el Sureste Asiático desde al menos el año 400 A. D. Muchos estudios han mostrado la eficacia de la utilización de hormigas tejedoras como agentes naturales de biocontrol contra plagas agrícolas. La utilización de estas hormigas como agentes de biocontrol ha sido especialmente eficaz en los cultivos de frutales, en particular en Australia y el Sureste Asiático. Los árboles frutales que dan abrigo a hormigas tejedoras producen frutas de mayor calidad, muestran menos daños en las hojas y requieren una menor aplicación de pesticidas sintéticos. Los agricultores del Sureste Asiático a menudo construyen puentes de cuerda entre árboles y huertos para atraer a las hormigas a los árboles que no cuentan con estos insectos. Las colonias establecidas a menudo son complementadas con comida para promover un crecimiento más rápido y evitar su emigración.
Las colonias de Oecophylla no siempre son beneficiosas para las plantas anfitrionas. Algunos estudios indican que la presencia de colonias de Oecophylla también puede tener efectos negativos en el desarrollo de las plantas al reducir el consumo de fruta por algunos mamíferos y aves y por lo tanto reduciendo la dispersión de las semillas y disminuyendo la media de visitas a las flores por parte de insectos voladores, incluidos los polinizadores. Las hormigas tejedoras también influyen negativamente en la productividad del árbol porque protegen a insectos que se alimentación de su savia, como cocoideos e insectos de la familia Cicadellidae, porque las hormigas se alimentan de sus secreciones. Protegiendo a estos insectos de sus depredadores, aumenta su población y aumenta el daño que causan a los árboles.